# Astragalus kenkolensis
Astragalus kenkolensis är en ärtväxtart som beskrevs av Boris Fedtjenko. Astragalus kenkolensis ingår i släktet vedlar, och familjen ärtväxter. Inga underarter finns listade i Catalogue of Life.